# Unione dei Russi di Lituania
L'Unione dei Russi di Lituania (in lituano Lietuvos Rusų Sąjunga - LRS; in russo Союз Pусских Литвы?) è un partito politico lituano fondato nel 1995 con l'obbiettivo di tutelare la minoranza russa presente nel Paese.
Nelle consultazioni elettorali si presenta talvolta all'interno dell'Azione Elettorale dei Polacchi in Lituania.

## Risultati elettorali
| Elezione          | Voti    | %     | Seggi   |
| ----------------- | ------- | ----- | ------- |
| Parlamentari 1996 | 22.395  | 1,71  | 0 / 141 |
| Parlamentari 2000 | 457.294 | 31,08 | 3 / 141 |
| Parlamentari 2004 | 13.065  | 1,12  | 0 / 141 |
| Parlamentari 2008 | 11.357  | 0,92  | 0 / 141 |
| 1.                |         |       |         |